# Sistema de Endlicher
O Sistema de Classificação de Endlicher é um sistema de classificação das plantas com flor, de base morfológica, desenvolvido pelo botânico e taxonomista Stephan Ladislaus Endlicher, que o publicou na sua obra Genera Plantarum Secundum Ordines Naturales Disposita saída a público entre 1836 e 1850.

## Descrição
O sistema Endlicher é um dos mais completos do seu tempo, enriquecido com numerosas ilustrações que permitem identificar os caracteres de diagnóstico para cada grupo considerado. O sistema estabelece uma estrutura hierarquizada de níveis taxonómicos que inclui as categorias Regio, Sectio, Cohors, Classis, Ordo, com subdivisões adicionais (e finalmente género), usando um sistema de numeração sequencial, como mostrado para alguns taxa.
Estrutura global
- Thallophyta
  - Protophyta
  - Hysterophyta
- Cormophyta
  - Acrobrya
  - Amphibrya
  - Acramphibrya

Conspectus
- Regio I. THALLOPHYTA
  - Sectio I. Protophyta
    - Classis I. Algae
      - Ordo I. Diatomaceae
        - I. Diatomeae
          - a. Frustulieae (Gen. 1–12)
          - b. Hydrolineae (Gen. 13–18)

        - II. Dermidieae 
          - a. Micrasterieae (Gen. 19–21)
          - b. Echinelleae (Gen. 22–24)

      - Ordo II. Nostochinae
      - Ordo III. Confervaceae
      - Ordo IV. Characeae
      - Ordo V. Ulvaceae
      - Ordo VI. Floridae
      - Ordo VII. Fucaceae

    - Classis II. Lichenes

  - Sectio II. Hysterophyta
    - Classis III. Fungi
- Regio II. CORMOPHYTA
  - Sectio III. Acrobrya
    - Cohors I. Anophyta
      - Classis IV. Hepitacea
      - Classis V. Musci

    - Cohors II. Protophyta
      - Classis VI. Equiseta
      - Classis VII. Filices
      - Classis VIII. Hydropterides
      - Classis IX. Selagines
      - Classis X. Zamiae

    - Cohors II. Hysterophyta
      - Classis XI. Rhizanthaea

  - Sectio IV. Amphibrya
    - Classis 12. Glumaceae
    - Classis 13. Enantioblastae
    - Classis 14. Helobiae
    - Classis 15. Coronariae
      - Ordo 51. Juncaceae
      - Ordo 52. Philydreae
      - Ordo 53. Melanthaceae
      - Ordo 54. Pontederaceae
      - Ordo 55. Liliaceae
      - Ordo 56. Smilaceae
      - Ordo 57. Dioscoreae
      - Ordo 58. Taccaceae

    - Classis 16. Artorhizae
    - Classis 17. Ensatae
    - Classis 18. Gynandrae
    - Classis 19. Scitamineae
    - Classis 20. Fluviales
    - Classis 21. Spadiciflorae
    - Classis 22. Principes.

  - Sectio IV. Acramphibrya
    - Cohors I. Gymnosperma
      - Classis 23. Coniferae

    - Cohors II. Apetalae
      - Classis 24. Piperitae
      - Aquaticae
      - Juliflorae
      - Oleraceae
      - Thymeleae
      - Classis 29. Serpentariae

    - Cohors III. Gamopetala
      - Plumbagines
      - Classis 32. Campanulinae
      - Contortae
      - Tubiflorae
      - Classis 31. Aggregatae
      - Caprifolia
      - Kuculiferae
      - Personatae
      - Petalantheae
      - Classis 39. Bicornes

    - Cohors IV. Dialypetala
      - Classis 40. Discanthae
      - Classis 41. Corniculatae
      - Polycarpicae
      - Rhoeades
      - Nelumbea
      - Parietales
      - Peponiferae
      - Opuntiae
      - Caryophyllinae
      - Classis 49. Columniferae
      - Guttiferae
      - Hesperides
      - Acera
      - Classis 54. Polygalinae
      - Frangulaceae
      - Tricoccae
      - Terebinthinae
      - Gruinales
      - Classis 59. Calycifiorae
      - Myrtiflorae
      - Rosiflorae
      - Classis 62. Leguminosae